# Свиридов, Виктор Иванович
Виктор Иванович Свиридов (род. 3 сентября 1949, село Ново-Романовка, Ставропольский край, СССР — 10 июня 2009, село Донское, Ставропольский край, Россия) — Герой России (2008), председатель сельскохозяйственного производственного кооператива (СПК) имени Ворошилова Труновского района Ставропольского края. Заслуженный работник сельского хозяйства (2005).

## Биография
Родился 3 сентября 1949 года в селе Ново-Романовское Арзгирского района Ставропольского края.
В 1972 году окончил Ставропольский сельскохозяйственный институт.
В 1983 году возглавил один из отстающих в крае колхозов — колхоз им. Ворошилова Труновского района и вывел его в миллионеры, а ныне одно из крупнейших в крае хозяйств, которое входит в рейтинг лучших сельхозпроизводителей России.
В 2002 году защитил диссертацию на соискание учёной степени кандидата сельскохозяйственных наук по теме «Откормочные качества и мясная продуктивность помесного молодняка овец с различной долей кровности по породе тексель».
В августе 2008 года на колхозной животноводческой ферме при закладке силоса произошло возгорание. Пожар угрожал уничтожением всей ферме. В. И. Свиридов, оказавшийся неподалёку, не дожидаясь прибытия пожарного расчёта умело организовал тушение. Он сумел верно оценить обстановку и совместными с колхозниками усилиями потушить огонь.
Указом Президента Российской Федерации от 7 ноября 2008 года за проявленные героизм и самоотверженность при спасении животноводческой фермы от огня и высокие достижения в труде Виктору Ивановичу Свиридову присвоено звание Героя Российской Федерации с вручением медали «Золотая Звезда».
Умер 10 июня 2009 года в своём доме в селе Донском от обширного инфаркта.

## Награды
- Герой России (2008)[3];
- Орден Почёта (1997)[6];
- Орден Трудового Красного Знамени (1991);
- Заслуженный работник сельского хозяйства (2005)[7].